# Mose-Fantasia
Pour les articles homonymes, voir Mose (homonymie).

Mose-Fantasia ou Mosè Fantasia, variations sur le thème « Dal tuo stellato » de l'opéra Mosè in Egitto, de Gioachino Rossini, en fa majeur, M.S. 23 est une œuvre musicale composée par Niccolò Paganini pour violon accompagné d'un piano. Elle est l'une de ses œuvres les plus connues avec ses Caprices.

## Analyse
Les notes jouées par le violon sont toutes produites par la seule corde de Sol (la plus grave). Dans cette œuvre, Paganini démontre sa maîtrise du violon en le métamorphosant tantôt en flûte, tantôt en clarinette, tantôt en alto ou en violoncelle. En effet la méthode choisie pour jouer l'œuvre (sur une seule corde) permet de produire des sons inédits pour un violon, qui s'apparentent habituellement à d'autres instruments. Ces métamorphoses sont surtout notables quand le violon joue des notes très aigües ou très graves.

## Structure
L'œuvre comporte 6 « mouvements », et 3 variations principales sur le thème :
- Introduction : Adagio
- Thème, Tempo alla marcia
- Variation I
- Variation II, Vigoroso
- Variation III
- Finale

Son exécution dure environ 7 à 8 minutes.